# Anatolij Sass
Anatolij Fomitj Sass (på russisk: Анатолий Фомич Сасс) (født 22. december 1935 i Moskva, død 31. august 2023) var en russisk roer og olympisk guldvinder.

## Rokarriere
Sass stillede op for Sovjetunionen i firer uden styrmand ved OL 1964 i Tokyo, hvor hans båd blev nummer fire. Ved EM i 1965 vandt han sølv i singlesculler.
Ved OL 1968 i Mexico City stillede Sass op i dobbeltsculler sammen med Aleksandr Timosjinin, og de indledte med at vinde deres indledende heat. En tredjeplads i semifinalen var nok til at sikre deltagelse i finalen, og her var det nederlænderne Leendert van Dis og Harry Droog, der førte det meste af vejen, men på de sidste 500 meter overhalede Timosjinin og Sass dem. De holdt føringen til mål og vandt dermed guld, mens nederlænderne fik sølv og amerikanerne Bill Maher og John Nunn fik bronze.

## OL-medaljer
- 1968:  Guld i dobbeltsculler